# Čarodějnické procesy v Bamberku

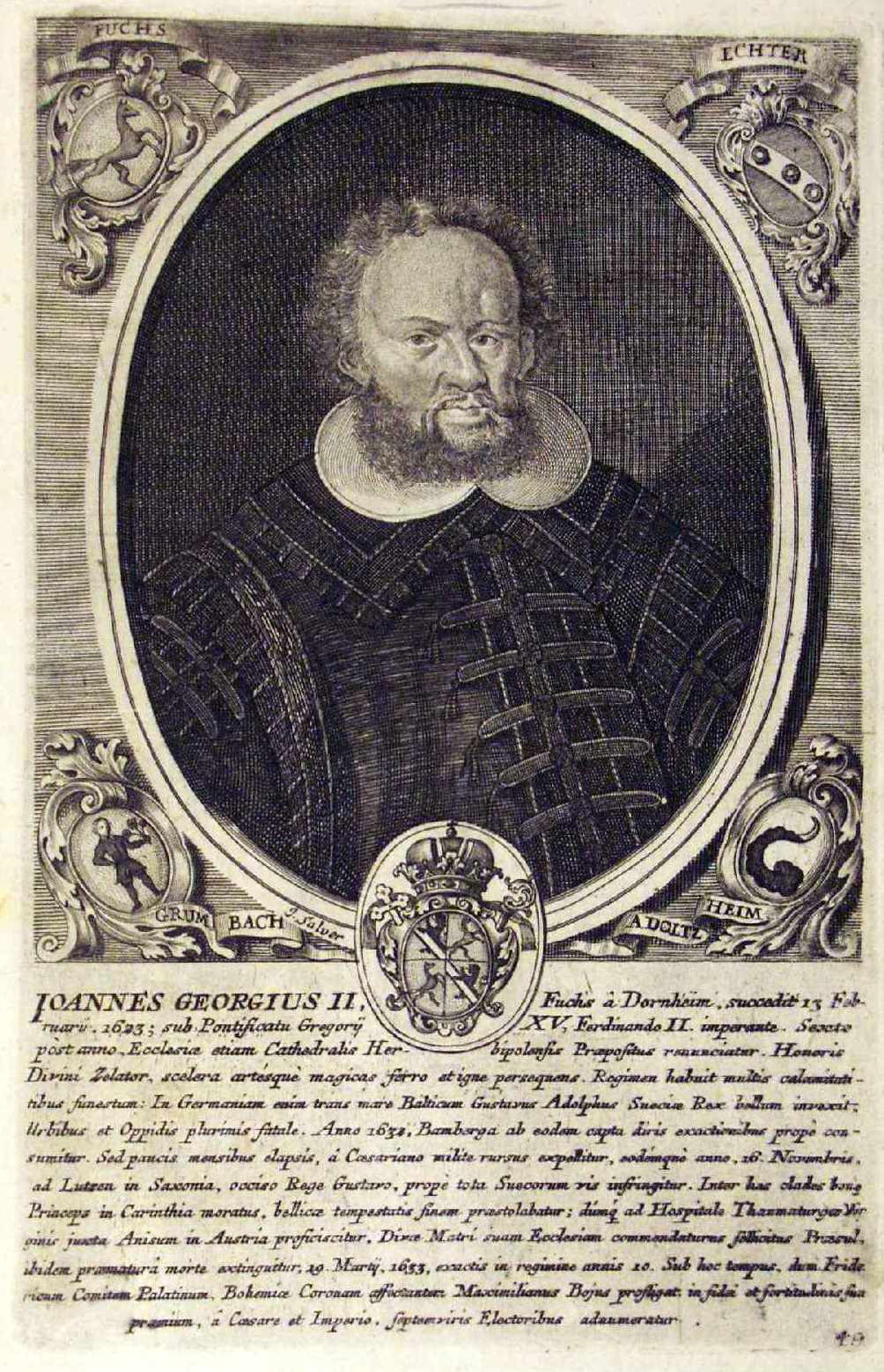
Johann Georg Fuchs von Dornheim (rytina od Johanna Salvera), který inicioval hlavní vlnu čarodějnických procesů v Bamberku

Čarodějnické procesy v Bamberku, které se konaly v letech 1626 až 1632 v samosprávném katolickém Bamberském knížecím biskupství ve Svaté říši římské, patří k největším masovým procesům a popravám, jaké se kdy v Evropě odehrály.
Během delšího období bylo v Bamberku popraveno přibližně tisíc lidí obviněných z čarodějnictví, z nichž přibližně 900 bylo popraveno v letech 1626 až 1632. Lidé všech věkových kategorií, bez ohledu na pohlaví a společenskou vrstvu, byli upalováni na hranici. Někteří odsouzení byli nejdříve sťati, jiní byli upalováni zaživa. Čarodějnické procesy se odehrávaly během probíhající náboženské třicetileté války mezi protestanty a katolíky. Čarodějnické procesy vedl kníže-biskup Johann Georg Fuchs von Dornheim s úmyslem zavést na svém území protireformaci.
Bamberské čarodějnické procesy patří k největším čarodějnickým procesům v raném novověku. Byly to jedny ze čtyř největších čarodějnických procesů v Německu, spolu s čarodějnickými procesy v Trevíru, ve Fuldě a ve Würzburgu.

## Pozadí
Přibližně od roku 1300 do roku 1850 zažila Svatá říše římská malou dobu ledovou, která na některých místech v různém období pravděpodobně vedla k neúrodě. Jedna z teorií, která byla poprvé předložena ve 20. století, říká, že neúroda vedla k tomu, že chudí lidé a lidé z venkova z ní obviňovali "čarodějnice", ačkoliv není jasné, proč předchozí ani pozdější epizody špatného počasí nepřinesly podobné vražedné procesy jako ty, které se odehrávaly od konce 16. století.
Bamberský kníže-biskup Neytard von Thüngen (zemřel roku 1598) byl první, kdo povolil ve své diecézi procesy s čarodějnicemi. Většinou se však zaměřoval na boj proti reformaci. Za jeho nástupce Johanna Philippa von Gebsattel (zemřel roku 1609) nebyl nikdo za čarodějnictví popraven. Až za Johanna Gottfrieda von Aschhausen (zemřel roku 1622) se hon na čarodějnice naplno rozběhl. S podporou teologa Friedricha Förnera biskup povolil zahájení procesu, který vzešel z rodinné hádky. V jeho průběhu bylo z čarodějnictví obviněno několik dalších lidí a během jednoho roku jich bylo patnáct popraveno. Větší kolo pronásledování proběhlo v roce 1616 po sérii neúrody. Do roku 1622 bylo zaznamenáno celkem 159 procesů, z nichž většina skončila smrtí podezřelého. Procesy byly v roce 1622 ukončeny, částečně díky snaze radního Georga Haana, který úspěšně poukázal na to, že městské finanční prostředky byly potřeba k ochraně města během třicetileté války.

## Čarodějnické procesy 1626-1632

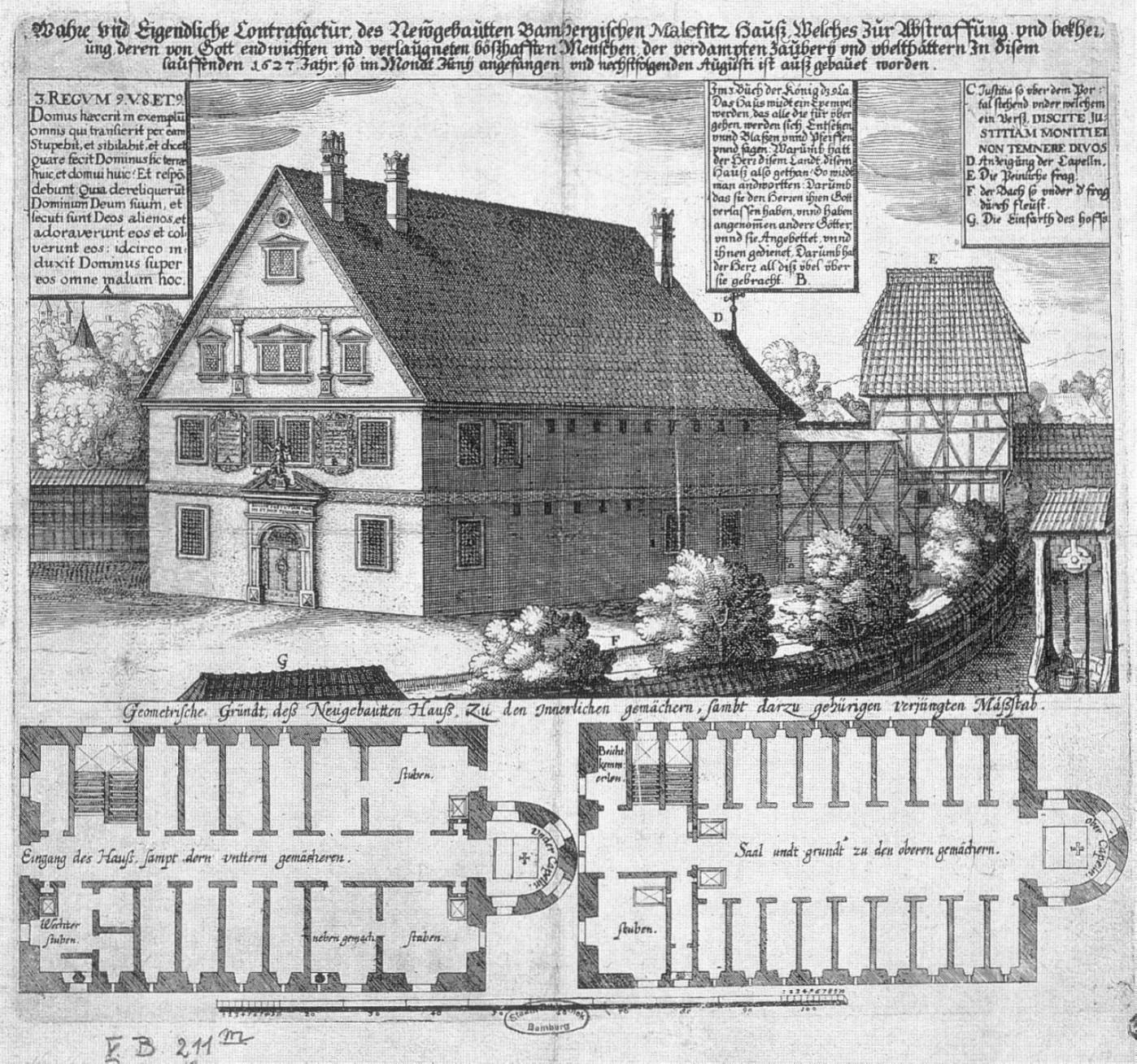
Malefizhaus/Drudenhaus postavený okolo roku 1627. V hrázděném domě probíhalo mučení vězňů.

### Začátek procesů
Bamberské čarodějnické procesy v letech 1626 až 1632 inicioval reformní katolický a protireformační katolický kníže-biskup Johann Geor Fuchs von Dornheim, který úřad knížete-biskupa v Bamberku zastával v letech 1623 až 1633. Území se nacházelo blízko katolicko-protestantské náboženské hranice a cílem nového biskupa bylo vytvořit "božský stát" v souladu s ideály protireformace a učinit obyvatelstvo poslušným, zbožným a konformně katolickým. Biskupovi během procesů pomáhal pomocný biskup, teolog Friedrich Förner, jehož teologické dílo Nádherná Boží zbroj byla doporučována během kázání v bamberských kostelech. Dílo zobrazovalo duše lidstva chycené v boji mezi dobrem a zlem. Förner věřil, že Bamberk není nábožensky čistý a že veřejnost důvěřuje lidovým léčitelkám, jako jsou "mazané ženy a malé čarodějnice", více než církvi.

Přesný důvod, proč čarodějnické procesy v roce 1626 začaly, není kvůli neúplně dochované dokumentaci zcela jasný. V květnu 1626 mráz zničil úrodu v celé oblasti. Johann Langhans, starosta Zeilu ležícím u Bamberku, který byl později sám popraven, si do svého deníku poznamenal:
"27. května [1626], byly vinné révy po celých Frankách, v biskupstvích Bamberk a Würzburg, zničeny mrazem, stejně jako drahé obilí, které již uvadlo... všude kolem Zeilu bylo všechno zničeno mrazem, jaký se v lidské paměti nikdy nestal, a způsobil, že povstala knížata... načež se mezi obyčejným davem rozpoutala intenzivní prosba a žebrání, proč úřady nadále tolerují, že čarodějové a čarodějnice ničí dokonce i úrodu. Proto byla Jeho knížecí Výsost upozorněna, aby takové zlo potrestala, a proto letos začalo pronásledování čarodějnic."
Maria Anna Junius, jeptiška v bamberském klášteře, jejíž otec byl později popraven, ve své kronice napsala: "městem se ozval hlasitý křik... lidé se vyděsili k smrti, když se probudili a zjistili, že nepřirozený noční mráz zničil všechny ovocné stromy, ztvrdl zemi jako kámen a způsobil bolest sklizni obilí. Náš kníže [kníže-biskup] zuřil.
Občané začali posílat petice úřadům s požadavkem zjistit, proč čarodějnice a čarodějové způsobili mráz, a kníže-biskup zahájil vyšetřování. Místní žena jménem Katharina Merckhlerin byla zatčena a v listopadu 1626 se přiznala, že mráz způsobila pomocí čar.

### Soudní procesy
Byla zřízena speciální komise pro čarodějnice, jejímž úkolem bylo řešit všechny případy čarodějnictví. Komise využívala zvláštních žalobců jako například slavného lékaře Schwarzkonze z Eichstättu. Byl vydán zákaz veškeré kritiky procesů pod pohrůžkou bičování a vyhnání z města. Biskupovi v jeho honu na čarodějnice pomáhal teolog Friedrich Förner, který pomáhal i předchozím biskupům při čarodějnických procesech.
Komise pro čarodějnice používala mučení bez jakýchkoliv omezení, bez ohledu na platný trestní řád Constitutio criminalis Carolina. Obvinění byli mučeni, aby se přiznali k maleficii (škodlivé magii), létání, účasti na čarodějnickém sabatu (v Bamberku často nazýván jako "tanec čarodějnic"), pohlavnímu styku se Satanem nebo s nižším mužským či ženským démonem a k znesvěcení posvátného předmětu. Když se obvinění přiznali k vlastní vině, bylo v mučení pokračováno, aby jmenovali své komplice nebo jiné osoby, které viděli při účasti na sabatu.
Ti, kteří byli označeni za komplice, byli postupně zatýkáni a mučeni, aby jmenovali další komplice, což vedlo k rychlému nárůstu počtu zatčených a popravených lidí zejména proto, že komise pro čarodějnice nerozlišovala, která jména přijmout, ale zatýkala muže a ženy všech věkových kategorií a tříd bez rozdílu. V roce 1627 dosáhl počet vězňů takového počtu, že kníže-biskup postavil speciální vězení pro čarodějnice, zvané Malefizhaus či Drudenhaus, aby měl zatčené kde umístit.

## Případy a obvinění
Typickým příkladem jak bamberských čarodějnických procesů, tak i paralelních čarodějnických procesů ve Würzburgu, bylo zatýkání členů elity poté, co byli jmenováni dělníky během tortury. K tomuto jevu by v raně novověké společnosti obvykle nedošlo, kdyby se proces týkal jiného zločinu. Rozdílem mezi průběhem procesů v Bamberku a Würzburgu bylo, že ve Würzburgu bylo zatčeno mnoho členů duchovní elity a mezi obviněnými byl i velký počet dětí, zatímco v Bamberku se hon zaměřoval na dospělé příslušníky světské elity. Mnoho obviněných pocházelo z řad bamberských úředníků a veřejných zaměstnanců, kteří by za normálních okolností nebyli zatčeni po obvinění příslušníků nižší třídy.
Mezi nejznámější případy patří obvinění úředníka Georga Haana, jeho manželky Katariny Haan a jejich dcery Marie Ursuly a syna Adama. Všichni byli popraveni. Dalším je případ úředníka Johannese Juniuse, jehož svědectví o mučení, které musel podstoupit, se stalo slavným, stejně jako případ jeho manželky. Georg Haan se na počátku honu na čarodějnice v roce 1626 ocitl v obtížné situaci, protože byl známý svým odporem k pronásledování čarodějnic, jelikož zastavil předchozí pronásledování v roce 1622. Když byla v roce 1627 zatčena jeho manželka s dcerou, se svým synem opustil město a podal císaři stížnost na manželčino a dceřino zatčení. Císař nařídil, aby byly obě ženy propuštěny. Když se však Haan se synem vrátili v roce 1628 do Bamberku, byly již obě ženy mrtvé. Než byly popraveny, jmenovaly Georga i Adama jako své komplice. Kníže-biskup tak ignoroval císařovy rozkazy. Jednou z osob, které během svého mučení jmenoval Georg Haan byl Johannes Junius, známý díky dopisu, který napsal v červnu 1628 z vězení své dceři Veronice. V tomto dopisu prohlásil, že je nevinný, ale byl mučen, aby se k vině přiznal a jmenoval komplice. V květnu 1629 byl zatčen sám Barthol Braun, který se účastnil čarodějnických procesů jako žalobce.
Celkový počet poprav není znám, protože zdokumentovány byly pouze některé z nich. Z potvrzených čísel bylo v roce 1626 obviněno 15 mužů a žen, v roce 1627 je uvedeno 85 lidí, v roce 1628 pak 137 lidí a v roce 1629 je to 167. Rok 1629 se stal vrcholem této vlny pronásledování. V roce 1630 je uvedeno 54 lidí a ještě méně jich bylo popraveno v roce 1631. Jedná se však o potvrzené případy, takže počty nejsou úplné.

### Konec čarodějnických procesů
Probíhající masový proces v Bamberku přitahoval velkou pozornost. Skutečnost, že Komise pro čarodějnice bez rozdílu akceptovala jména kompliců, která padla při tortuře již dříve zatčených lidí, bez ohledu na třídu, vedla k tomu, že mnoho zatčených mělo vlivné příbuzné, rodinné příslušníky a přátele z vyšších vrstev s dostatečnými zdroji a znalostmi k útěku z území a podání stížností na knížete-biskupa a jeho čarodějnické procesy jeho nadřízeným, jako byl císař Svaté říše římské a papež.
Zlomovým bodem byl případ vedený proti Dorothee Flock, člence bohaté obchodní rodiny z Norimberku, jejíž manžel uprchl do kolonie bamberských uprchlíků žijících v Norimberku. Poté podal stížnost císaři na její zatčení. V dubnu 1630 císař vyzval knížete-biskupa, aby se proti vznesenému obvinění bránil a okamžitě zastavil řízení proti Dorothee Flock. Kníže-biskup se císaři vzepřel a 28. dubna 1630 nařídil v procesu pokračovat, což vedlo 11. května 1630  k novému protestu císaře a o intervenci byl požádán i papež. Dorothea Flock však byla 17. května 1630 popravena. Následně byl problém probíhajících čarodějnických procesů v Bamberku zařazen dne 20. září 1630 do programu jednání říšského sněmu v Řezně. To vyvolalo pobouření mezi vedením katolické církve v Německu, které považovalo knížete-biskupa za zodpovědného. Vyšetřování zabránilo zahájení dalších procesů. Souběžně s tím bylo Německo zpustošeno švédskou armádou pod vedením švédského krále Gustava II. Adolfa, který prohlásil, že je ochoten zasáhnout proti čarodějnickým procesům v Bamberku.
V prosinci roku 1630 v Bamberku zemřel Friedrich Förner. Podpora procesů začala mezi obyvatelstvem slábnout, protože si lidé stále více uvědomovali, že každý je v nebezpečí, že skončí na hranici. Rolníci odmítali dodávat dřevo na upalování. Pod tlakem kníže-biskup zabránil komisi pro čarodějnice v provádění nových zatýkání. To však neznamenalo, že čarodějnické procesy skončily, protože ti, kteří již zatčeni byli, zůstávali ve vězení.
V července 1631 jmenoval císař Antona Wintera, který byl znám svým odporem k honu na čarodějnice, novým předsedou knížecí a biskupské komise pro čarodějnice v Bamberku. Když Winter dorazil do Bamberku, kníže-biskup uprchl do Rakouska. Komise pro čarodějnice pod jeho vedením propustila všechny vězně. Čarodějnické procesy nadobro skončily v roce 1632, když se k městu přiblížila švédská protestantská armáda.

## Odkaz a následky
Následovalo několik menších čarodějnických procesů. K poslednímu z nich v Bamberku došlo v roce 1680. Do té doby zde bylo zabito přibližně tisíc lidí. Tyto obří čarodějnické procesy v Bamberku a Würzburgu byly považovány za vzor pro další státy a města, ve kterých také došlo k honu na čarodějnice.